# Johnny O
Juan Ortiz, conhecido como Johnny O, (Brooklyn, Nova Iorque) é um cantor americano de freestyle. É melhor lembrado por suas canções "Fantasy Girl", "Memories", "Dreamboy/Dreamgirl" (dueto com Cynthia) e "Runaway Love" (#87 na Billboard Hot 100).

## Vida e carreira
Johnny O nasceu no Brooklyn. Aos 12 anos de idade sua mãe o colocou em aulas de canto. Durante o início dos anos 1980's, enquanto ainda estava no colégio, formou um grupo de break dance chamado G.F.W. (Grand Floor Wizards). O grupo chegou a realizar shows com o Full Force. Quando o grupo terminou, Johnny se mudou para Staten Island onde continuou se apresentando.
De volta ao Brooklyn depois de alguns anos, ele conheceu o produtor Mickey Garcia, que lhe ajudou a lançar o seu primeiro single, "Fantasy Girl".

## Discografia
Álbuns de Estúdio
- 1989: Johnny O
- 1990: Like a Stranger
- 1995: Call It Watcha Like
- 2002: The Sounds of My Heart
- 2007: Peace on Earth 2012
- 2011: Remedy (Grace of God)

Compilações
- 1993: The Remixes (álbum de Johnny O)|The Remixes
- 1997: Best of Johnny O
- 2001: Johnny O's Greatest Hits
- 2003: Famous Very Words: The Very Best of Johnny O
- 2005: All the Hits and More!

Singles
- 1988: "Fantasy Girl"
- 1989: "Highways of Love"
- 1989: "Memories"
- 1990: "Megamix"
- 1990: "Dreamboy/Dreamgirl"
- 1991: "We Can't Go On This Way"
- 1991: "I Just Wanna Get to Know You (If It's Alright with You)"
- 1992: "I Wanna Make Love 2 U"
- 1992: "I Love You"
- 1993: "The Music's Got Me"
- 1993: "Runaway Love"
- 1994: "Freestyle"
- 1995: "I Know That You Love Me"
- 1995: "Fantasy Girl - Remix"
- 1996: "Love Letters"
- 1996: "Fantasy Girl (RMX 96)"
- 1997: "Runaway Love (Remix '97)"
- 1997: "Fantasy Girl (Remix '97)"
- 1998: "Fantasy Girl '98"
- 1998: "Megamix"
- 1999: "Mega Freestyle"
- 2000: "Fantasy Girl - New Episode"
- 2002: "Diana"
- 2003: "Take Me Through the Night"
- 2005: "Fantasy Girl 2005"
- 2007: "King of Kings / Scream"
- 2010: "My World"